# Verwaltungsgliederung der Oblast Tscheljabinsk

Verwaltungsgliederung der Oblast Tscheljabinsk

Die Oblast Tscheljabinsk im Föderationskreis Ural der Russischen Föderation gliedert sich in 27 Rajons und 16 Stadtkreise.
Den Rajons sind insgesamt 27 Stadt- und 247 Landgemeinden unterstellt (Stand: 2010). Vier der Stadtkreise besitzen zugleich den Status einer „geschlossenen Stadt“ (SATO). Zu zehn der Stadtkreise gehören neben der jeweils namensgebenden Stadt auch ländliche Siedlungen, insgesamt 94.

## Stadtkreise
| [ 1 ] | Stadtkreis     | Einwohner | Fläche (km²) | Bevölkerungs- dichte (Ew./km²) | Stadt- bevölkerung | Land- bevölkerung | Anzahl städtischer Siedlungen | Anzahl ländlicher Siedlungen |
| ----- | -------------- | --------- | ------------ | ------------------------------ | ------------------ | ----------------- | ----------------------------- | ---------------------------- |
| XVI   | Juschnouralsk  | 38.652    | 107          | 361                            | 38.465             | 187               | 1                             | 1                            |
| III   | Karabasch      | 15.387    | 810          | 19                             | 15.057             | 330               | 1                             | 9                            |
| IV    | Kopeisk        | 138.676   | 170          | 816                            | 136.594            | 2.082             | 1                             | 3                            |
| V     | Kyschtym       | 42.561    | 48           | 887                            | 39.796             | 2.765             | 1                             | 12                           |
| VI    | Lokomotiwny    | 9.935     | ?            | ?                              | 9.935              | –                 | 1                             | –                            |
| VII   | Magnitogorsk   | 409.961   | 389          | 1054                           | 409.961            | –                 | 1                             | −                            |
| VIII  | Miass          | 167.172   | 113          | 1479                           | 152.055            | 15.117            | 1                             | 28                           |
| IX    | Osjorsk        | 98.404    | 183          | 538                            | 86.104             | 12.300            | 1                             | 6                            |
| II    | Slatoust       | 189.392   | 127          | 1491                           | 186.977            | 2.415             | 1                             | 9                            |
| X     | Sneschinsk     | 50.575    | ?            | ?                              | 50.177             | 398               | 1                             | 2                            |
| XI    | Trjochgorny    | 34.340    | 163          | 211                            | 34.340             | –                 | 1                             | –                            |
| XII   | Troizk         | 82.010    | 130          | 631                            | 82.010             | –                 | 1                             | –                            |
| XIV   | Tschebarkul    | 42.338    | 79           | 536                            | 42.338             | –                 | 1                             | –                            |
| XV    | Tscheljabinsk  | 1.095.909 | 504          | 2174                           | 1.095.909          | –                 | 1                             | –                            |
| XIII  | Ust-Kataw      | 27.942    | 742          | 38                             | 23.966             | 3.976             | 1                             | 10                           |
| I     | Werchni Ufalei | 37.532    | 66           | 569                            | 32.464             | 5.068             | 1                             | 14                           |

## Rajons
| [ 1 ] | Rajon          | Einwohner | Fläche (km²) | Bevölkerungs- dichte (Ew./km²) | Stadt- bevölkerung | Land- bevölkerung | Verwaltungssitz   | Weitere Orte                         | Anzahl Stadt- gemeinden | Anzahl Land- gemeinden |
| ----- | -------------- | --------- | ------------ | ------------------------------ | ------------------ | ----------------- | ----------------- | ------------------------------------ | ----------------------- | ---------------------- |
| 1     | Agapowka       | 35.389    | 2.604        | 13,6                           | –                  | 35.389            | Agapowka          |                                      | –                       | 10                     |
| 2     | Argajasch      | 42.528    | 2.791        | 15,2                           | –                  | 42.528            | Argajasch         |                                      | –                       | 12                     |
| 3     | Ascha          | 64.953    | 2.792        | 23,3                           | 61.376             | 3.577             | Ascha             | Minjar, Kropatschowo, Sim            | 4                       | 5                      |
| 4     | Bredy          | 30.930    | 5.076        | 6,1                            | –                  | 30.930            | Bredy             |                                      | –                       | 12                     |
| 7     | Jemanschelinsk | 53.581    | 129          | 415                            | 52.409             | 1.172             | Jemanschelinsk    | Krasnogorski, Sauralski              | 3                       | –                      |
| 8     | Jetkul         | 30.283    | 2.525        | 12,0                           | –                  | 30.283            | Jetkul            |                                      | –                       | 12                     |
| 9     | Kartaly        | 50.127    | 4.737        | 10,6                           | 29.022             | 21.105            | Kartaly           |                                      | 1                       | 11                     |
| 10    | Kasli          | 37.952    | 3.356        | 11,3                           | 22.798             | 15.154            | Kasli             | Wischnewogorsk                       | 2                       | 9                      |
| 11    | Kataw-Iwanowsk | 34.625    | 3.415        | 10,1                           | 31.535             | 3.090             | Kataw-Iwanowsk    | Jurjusan                             | 2                       | 7                      |
| 12    | Kisilskoje     | 26.466    | 4.413        | 6,0                            | –                  | 26.466            | Kisilskoje        |                                      | –                       | 14                     |
| 13    | Korkino        | 64.451    | 103          | 626                            | 63.044             | 1.407             | Korkino           | Perwomaiski, Rosa                    | 3                       | –                      |
| 14    | Krasnoarmeiski | 44.173    | 3.835        | 11,5                           | –                  | 44.173            | Miasskoje         |                                      | –                       | 15                     |
| 15    | Kunaschak      | 29.610    | 3.280        | 9,0                            | –                  | 29.610            | Kunaschak         |                                      | –                       | 9                      |
| 16    | Kussa          | 30.220    | 1.513        | 20,0                           | 24.123             | 6.097             | Kussa             | Magnitka                             | 2                       | 3                      |
| 17    | Nagaibakski    | 21.917    | 3.022        | 7,3                            | 1.755              | 20.162            | Ferschampenuas    | Juschny                              | 1                       | 9                      |
| 18    | Njasepetrowsk  | 20.136    | 3.459        | 5,8                            | 13.044             | 7.092             | Njasepetrowsk     |                                      | 1                       | 4                      |
| 19    | Oktjabrskoje   | 26.768    | 4.356        | 6,1                            | –                  | 26.768            | Oktjabrskoje      |                                      | –                       | 14                     |
| 20    | Plast          | 26.249    | 1.752        | 15,0                           | 17.474             | 8.775             | Plast             |                                      | 1                       | 4                      |
| 21    | Satka          | 86.329    | 2.397        | 36,0                           | 80.662             | 5.667             | Satka             | Bakal, Berdjausch, Meschewoi, Suleja | 5                       | 2                      |
| 22    | Sosnowski      | 60.995    | 2.112        | 28,9                           | –                  | 60.995            | Dolgoderewenskoje |                                      | –                       | 16                     |
| 23    | Troizk         | 31.011    | 4.591        | 6,8                            | –                  | 31.011            | Troizk            |                                      | –                       | 15                     |
| 26    | Tschebarkul    | 30.240    | 2.879        | 10,5                           | –                  | 30.240            | Tschebarkul       |                                      | –                       | 9                      |
| 27    | Tschesma       | 20.036    | 2.663        | 7,5                            | –                  | 20.036            | Tschesma          |                                      | –                       | 12                     |
| 25    | Uiskoje        | 26.197    | 2.637        | 9,9                            | –                  | 26.197            | Uiskoje           |                                      | –                       | 11                     |
| 24    | Uwelski        | 31.601    | 2.330        | 13,6                           | –                  | 31.601            | Uwelski           |                                      | –                       | 10                     |
| 5     | Warna          | 28.751    | 3.853        | 7,5                            | –                  | 28.751            | Warna             |                                      | –                       | 13                     |
| 6     | Werchneuralsk  | 42.143    | 3.510        | 12,0                           | 18.430             | 23.713            | Werchneuralsk     | Meschosjorny                         | 2                       | 9                      |

Anmerkungen:
1. 1 2  Nummer des Rajons in der Karte (in alphabetischer Reihenfolge der Rajonnamen im Russischen)
2. 1 2  Einwohnerzahlen vom 1. Januar 2010 (Berechnung)
3. 1 2 3 4  SATO („Geschlossene Stadt“)
4. ↑  Siedlungen städtischen Typs
5. 1 2  Stadt gehört nicht zum Rajon, sondern bildet eigenständigen Stadtkreis; Einwohnerzahl der Stadt nicht bei der Berechnung der Bevölkerungsdichte berücksichtigt